# FKA Twigs
Pour les articles homonymes, voir FKA.
Tahliah Debrett Barnett, dite FKA Twigs, née le 16 janvier 1988 à Cheltenham, est une auteure-compositrice-interprète, productrice et danseuse britannique. Elle a été chorégraphe pour de nombreux musiciens et a fait ses débuts dans la musique avec EP1 (2012). Le premier album studio de Barnett, LP1, a atteint la 16e place du UK Albums Chart et la 30e place du US Billboard 200. Il a été nommé pour le Mercury Prize de la même année. Elle a ensuite sorti l'EP M3LL155X (2015).
Barnett a fait une pause de quatre ans avant de sortir son deuxième album studio, Magdalene (2019). Après avoir signé avec Atlantic Records, elle a sorti la mixtape Caprisongs (2022). Son travail a été acclamé et a été décrit comme s'inspirant de divers genres, notamment la musique électronique, trip hop, le RnB contemporain, et la musique avant-gardiste. Son troisième album studio, Eusexua, est sorti le 24 janvier 2025.
Le nom de scène « FKA » est un sigle anglophone qui peut être interprété comme « Formerly Known As », ce qui signifie « précédemment connu(e) sous le nom de ». Son premier album, intitulé LP1, a été distribué en août 2014.

## Biographie
Tahliah Barnett est née dans le comté de Gloucestershire. Son père est jamaïcain et sa mère, qui était autrefois danseuse et gymnaste, est à la fois anglaise et espagnole. Tahliah a été élevée par sa mère et son beau-père. Elle n’avait jamais rencontré son père, un danseur de jazz, jusqu'à l'âge de ses 18 ans. Elle a grandi dans une région rurale du Gloucestershire, qu’elle a décrit comme « une sorte de comté au milieu de nulle part ». Elle a fréquenté l’établissement scolaire St. Edward de Cheltenham, une école catholique où elle était la seule fille issue d’un métissage. À l'âge de 16 ans, Barnett a commencé à faire de la musique dans des clubs pour jeunes. L’année suivante, elle a emménagé à Londres pour poursuivre une carrière en tant que danseuse. Elle a travaillé comme danseuse de second plan dans plusieurs clips vidéos pour Kylie Minogue, Ed Sheeran, Taio Cruz, Jessie J et The Shoes. En 2011, elle a fait une apparition dans un sketch humoristique de deux minutes, intitulé « Beyonce Wants Groceries » et diffusé sur BBC, dans lequel elle a fait office de danseuse en second plan dans un supermarché. En août 2012, Twigs a été photographiée pour la couverture du magazine i-D.
L'artiste s'est fait connaître sous le nom de « twigs » pour son habitude de faire craquer ses articulations. Le sigle « FKA » (pour « Formerly Known As ») a été ajouté à son pseudonyme en 2012 afin d'éviter des poursuites judiciaires contre le groupe The Twigs.
En avril 2022, elle est annoncée au casting de la nouvelle adaptation de The Crow, réalisé par Rupert Sanders, dans le rôle de Shelly Webster.

## Influences et style
Elle cite Siouxsie and the Banshees, Billie Holiday, Nina Simone et Madonna, parmi les musiciennes et chanteuses qui l'ont inspirée. Elle est rattachée à la scène « post dub-step ».

## Vie privée
Elle entame en juillet 2014, une relation avec l'acteur anglais Robert Pattinson avec qui elle se fiance en avril 2015. Ils se séparent en octobre 2017 après trois ans de vie commune et deux ans de fiançailles.
À partir de 2018, elle est en couple avec l'acteur américain Shia LaBeouf jusqu'en mai 2019. Elle dépose plainte contre lui le 11 décembre 2020 pour des faits d'agression sexuelle.

## Discographie

### Albums studio
- 2014 : LP1
- 2019 : Magdalene
- 2025 : Eusexua

### Mixtapes
- 2022 : Caprisongs

### EPs
- 2012 : EP1 (en)
- 2013 : EP2 (en)
- 2015 : M3LL155X (en)

## Filmographie
- 2019 : Honey Boy d'Alma Har'el : la fille timide
- 2024 : The Crow de Rupert Sanders : Shelly Webster

## Prix et récompenses
- 2015 : Meilleur vidéo pour « Pendulum » aux MOBO Awards[12] .
- 2017 :  Contenu de marque de l’année pour « Nike Women: FKA twigs x Nike - do you believe in more? » aux Booooooom TV Awards.
- 2018 : « Special Achievement Award » (souligne la contribution individuelle à la culture d’Internet) aux Webby Awards.
- 2019 : « Best Alternative » aux MTV Europe Music Award.
- 2020 : Meilleure performance individuelle – Vidéo pour « Cellophane » aux Webby Awards.